# Brevel
Brevel — немецко-французский разведывательный БПЛА. Разработан по заказу французского и немецкого министерств обороны. В 1992 году начались работы над проектом. За разработку взялись англо-французская Matra BAe Dynamics (ныне MBDA), и немецкая STN Atlas Elektronik (ныне Rheinmetall Defence Electronics). Способ посадки — на парашюте.

## Страны-эксплуатанты
- В 1998 году для вооружённых сил ФРГ были закуплены восемь комплексов.